# Eymouthiers
Eymouthiers är en kommun i departementet Charente i regionen Nouvelle-Aquitaine i västra Frankrike. Kommunen ligger  i kantonen Montbron som ligger i arrondissementet Angoulême. År 2022 hade Eymouthiers 325 invånare.

## Befolkningsutveckling
Antalet invånare i kommunen Eymouthiers
Referens:INSEE